# Force of Evil
Force of Evil is een Amerikaanse film noir uit 1948 onder regie van Abraham Polonsky. De film is gebaseerd op de roman Tucker's People (1943) van de Amerikaanse auteur Ira Wolfert.

## Verhaal
De ambitieuze advocaat Joe Morse regelt de zaken van Ben Tucker, een machtige crimineel die het gokcircuit van New York controleert. Hij tracht een wijdvertakt gokimperium op te bouwen. Daartoe dient hij een immens complot op touw te zetten, waarvan zijn eigen broer slachtoffer zal worden. Uit schuldgevoel besluit Joe Morse te getuigen tegen de maffia.

## Rolverdeling
| Acteur              | Personage     |
| ------------------- | ------------- |
| John Garfield       | Joe Morse     |
| Beatrice Pearson    | Doris Lowry   |
| Thomas Gomez        | Leo Morse     |
| Marie Windsor       | Edna Tucker   |
| Howland Chamberlain | Freddie Bauer |
| Roy Roberts         | Ben Tucker    |